# Јанићије Костић
Јанићије Костић (Свилајнац, 29. јун 1834—Београд, 13. марта 1870) био је писац, официр и службеник у царској Русији. Учествовао је у борбама против Мађара 1848. године, као и у Кримском рату на страни Русије. Био је велики патриота и славенофил. Желео је да се Словени између себе што боље повежу и упознају, а посебно је на томе радио током боравка у Русији. 

## Породица
Отац му је био из Македоније, али је дошао у Србију за време Првог српског устанка и ту се борио са Карађорђем. Населио се у Свилајнцу и ту радио као трговац. Мајка му је била Марија, добра и лепа, како је извори описују. Родитељи му нису били образовани, али су изузетно ценили науку и учене људе, нарочито Марија. Како је Јанићије био међу најбољим ђацима у основној школи у Свилајнцу родитељи су јако желели да га пошаљу на даље школовање. Мајка му је рано преминула, када му је било 9 година, од упале плућа и последња жеља јој је била да Ђорђе одведе Јанићија у Београд у гимназију, како би наставио учење. Јанићије је имао и млађег брата, а када му се отац по други пут оженио извесном Јеленом, она ће довести и своју ћерку Милеву, коју ће Јанићије много волети.

## Образовање
Јанићије ће завршити гимназију у Београду, али како отац није имао новца да га школује, био је питомац извесног Ресавца, веома богатог човека, који је био јако непријатан према Јанићију. Док је био у Београду десила се и револуција 1848. године и борба Срба у Војводини против Мађара. На то нису остали имуни ни ђаци београдске гимназије и Лицеја, па су формирали малу чету и отишли Книћанину. На Јанићија је боравак у Војводини оставио велики утисак. Након повратка одлучује да оде у Црну Гору, где је владика био Петар II Петровић Његош, који га је примио и запослио као дечијег учитеља.Синовац Његошев Данило био је Јанићијев вршњак, па су доста времена заједно проводили и заједно учили. Њих двојица поново ће се срести у Петрограду у Русији, у то време ће Данило бити владика.
Јанићије је током боравка у Црној Гори и због искуства из 1848. године, схватио колики је значај артиљерије, војске генерално и школованог војног кадра, за једну државу. Тада се код њега јавља жеља да настави образовање и да изучи војну школу. Како у Србији у то време није постојала таква школа, он преко Трста одлази у Беч у војно артиљеријско училиште Bombardier Crop. Није имао новца за пут, па је намеравао да прода једино што има - један пиштољ. Међутим, на њега се сажалио неки банкар и он му је дао новац, а његова жена спремила храну за пут. Јанићије никада није заборавио овај љубазан гест и неколико година касније послаће на њихову адресу дарове и писмо у којима им се захваљује на помоћи. У Бечу је почео да учи немачки и прилично добро га савладао, али није хтео да испуни обавезу и прими аустријско посланство и закуне се цару на верност. Због тога није могао да упише војну школу, јер је то био последњи услов за упис, који Јанићије није желео да испуни. 

## Одлазак у Русију
Након тога одлази у руски конзулат у Бечу код конзула Фонтона. Конзулу се јако допао овај шеснаестогодишњи младић и његова жеља да се војно образује у царској Русији. На његово питање да ли има новца за пут и прикладну гардеробу за сурову руску зиму Јанићије је одговорио да ће зарадити колико год треба новца и да ће га његова млада крв грејати. Оно што му је требало била је препорука, а како је Блазнавац у то време био у Бечу он је Јанићију написао препоруку, како би могао да се упише у школу. Конзул је и новчано помогао Јанићија да оде у Русију, а руски племић Блудов упутио га је код свог оца, управника царске канцеларије. Јанићије је заиста имао среће, јер се због овакве помоћи у Русији нашао у отменом и утицајном друштву. Док је путовао ка Русији у сред децембра, возећи се на кочији, умало није промрзао, срећом је кочијаш приметио његово стање и успео да га загреје, притом га је натерао да попије и чашицу ракије како би се угрејао.
У Русији је Јанићије оставио леп утисак на све које је упознао, трудио се да прилике у Србији што боље представи и да на било који начин донесе бољитак свом народу. Захваљујући пре свих ћерки грофа Блудова упознао је много виђенијих руса из вишег сталежа и чак и утицао на њих да шаљу богате поклоне школама и црквама јужних Словена. На пример, кнегиња Татијана Васиљчикова, удовица председника државног савета, јако је волела да слуша Јанићијеве приче и по његовој препоруци слала поклоне манастирима. Неки од њих били су манастир Дужи у Милошеву у Херцеговини, Раваница, Манасија, Дечани и Студеница, а новац је послат и у Призрен и неким другим местима.
На распусту је Јанићије путовао по Русији и имао прилике да упозна пуно људи и да са њима разговара, међу њима био је и митрополит Филарет. У Русији је такође доста писао и развијао свој поетски дух, чак до мере да је запоставио школу, али је ипак успевао да буде коректан ученик. Стекао је официрско звање са 19 година и тада пожелео да иде у Србију. Међутим, била је то 1854. година и време Кримског рата, из Србије су протеривани сви они који су живели или се школовали у Русији. Јанићију се догодило исто и то га је јако потресло, као и неутралност Србије у овом рату. У то време писао је много песама, али му се психички није осећао добро. У овом рату Јанићије је учествовао и борио се против руских непријатеља. Млад и храбар и помало наиван у својој храбрости, као и у борби против Мађара 1848. године, одлично се показао толико да је одликован ореденом Свете Ане IV степена, 31. августа 1955. године. О овом војевању је такође писао песме.
У ово време много је говорио и о необразованости девојчица и девојака у Србији, које углавном нису имале прилике да се образују. Тада је добио идеју да би се девојчице из Србије могле школовати у Русији и уз помоћ кнегиње Јелене Павловне, која је иначе помагала просвету у Русији, дошле су три девојчице које је кнегиња лично финансирала. Једна од девојчица била је Јанићијева сестра Милева, која је тада имала 7 година, друга је била десетогодишња Јелисавета и трећа десетогодишња Марија Атанасковић. Све три су биле јако бистре и паметне и имале доста успеха, али нажалост убрзо су Милева и Јелисавета преминуле од последица упале плућа, коју је вероватно проузроковала сурова руска клима. Са Маријом се није смело ризиковати и она се убрзо вратила у Србију.
Јанићије је следећих година, након рата и након разочарења што не може отићи у Србију и што се словенске земље разилазе међу собом, почео све више ментално обољевати. Доктори су му саветовали да тражи блажу климу и он оставља службу и одлази у азијски департман, у нади да ће после неког времена тамо добити адекватно запослење. Међутим, живот у граду где су велике врућине није му пријао, већ напротив допринео његовој болести, која је највише напредовала 1858. године. И у таквом стању није запостављао писање, већ је предано радио на новим и исправљао старе песме.

## Повратак у Србију
У ту време дошао је у Петроград архимандрит црногорски Никанор да се хиротонише за митрополита. Костић је са њиме ишао у посету руским великодостојницима. Ускоро је био постављен за руског конзула у Рагузи, баш у време Светоандрејске скупштине и поновног доласка Милоша Обреновића на власт. Ово је јако обрадовало Јанићија и он ће пре одласка у Рагузу доћи у Србију, да обиђе мајчин гроб у Свилајнцу. У то време је кнегиња Васиљчикова са другим руским госпођама послала у Србију скупоцене црквене дарове за празник Светог Саве 1859. године. У овој донацији учествовала је и сама руска царица, а Јанићије се јако обрадовао овим гестом, јер је у њему видео повезивање и љубав две словенске земље. Поклони су послати и требали су да стигну у Србију 14. јануара. 
Јанићије је имао препоручена писма и за кнеза Милоша и за његовог сина Михаила, а желео је од њих сазнати да ли може добити какву војну службу у Србији. Није познато зашто, али су људи који су окруживали кнеза Михаила јако хладнокрвно примили Јанићија, чак се није ни сусрео са кнезом, већ му је он упутио свега неколико речи у пролазу, а о препорученим писмима нису ни говорили. Кнез Милош га је пак примио посебно љубазно, као секретара у руској служби, али Јанићије ипак није потегао тему службе у Србији. 
Неколико дана касније догодила се такозвана светосавска крађа у Саборној цркви у Београду, која је узбудила читаву јавност. Јанићије је одмах дотрчао у цркву када је чуо да су ствари послате из Русије покрадене. Својим очима је видео испрљане црквене хаљине које су пред његовим очима шивене у Петрограду, видео је Јеванђеље, које је било царски дар, са кога је скинут сребрни рам. Ово га је јако потресло и ражалостило, није могао да верује да би ико урадио тако нешто. Јавно је говорио да су то урадили људи са оне стране Саве и Дунава и оптуживао званични Беч. Кроз неколико дана, по молби српске владе, руски конзул је посаветовао Јанићија да што пре оде из Србије у Петроград и да се у путу не задржава дуго у Аустрији. Тако је Јанићије изгубио и руску службу, пут у Рагузу био је спречен, а морао је и отићи из своје земље. 
Сви ови догађаји јако су лоше утицали на његово ментално здравље и он ће два месеца провести у селу поред Москве и у Москви, где у га лекари лечили. Стање му није било много боље и он је пожелео да се још једном врати у Србију, макар да у њој проведе своје последње дане. Пре поласка из Русије постио је, причестио се и са свим пријатељима се опростио и замолио за опроштај, као да је знао да их више неће видети. У путу му се стање погоршало, али је некако успео да стигне до Београда и ту проведе још десет година. Душевно је боловао све време и није му било лека. Умро је у својој земљи, како је и желео, 13. марта 1870. године у 36. години живота. Сахрањен је на гробљу код цркве светог Јеванђелиста Марка у Београду.

## Дела
Јанићије је још као дете писао песме и љубав према писаној речи пратила га је кроз цео живот. Чак и у најтежим животним тренуцима и онда када је већ био болестан, није престајао да пише. Неке од његових песама су:
- Село
- Детету
- Девојци
- Путник и Милојка
- Сатира
- Моја муза
- Пијаца
- Летње јутро
- Пролеће
- Госпа
- Јунак
- Гроб
- Пут
- Душанов мач
- Карађорђе и Аганлија
- Милеви
- Позив
- Крст
- Ташта жеља
- Краљ Стефан
- Црна Гора
- Ускок Раде
- Сужањ
- Талас и цвеће